# Isola (Misisipi)
Isola es un pueblo del Condado de Humphreys, Misisipi, Estados Unidos. Según el censo de 2000 tenía una población de 768 habitantes y una densidad de población de 400.7 hab/km².

## Demografía
Según el censo de 2000, había 768 personas, 279 hogares y 191 familias residiendo en la localidad. La densidad de población era de 400,7 hab./km². Había 307 viviendas con una densidad media de 160,2 viviendas/km². El 32,68% de los habitantes eran blancos, el 63,67% afroamericanos, el 0,52% amerindios, el 2,73% de otras razas y el 0,39% pertenecía a dos o más razas. El 3,12% de la población eran hispanos o latinos de cualquier raza.
Según el censo, de los 279 hogares en el 33,7% había menores de 18 años, el 38,4% pertenecía a parejas casadas, el 25,1% tenía a una mujer como cabeza de familia, y el 31,5% no eran familias. El 28,3% de los hogares estaba compuesto por un único individuo, y el 13,6% pertenecía a alguien mayor de 65 años viviendo solo. El tamaño promedio de los hogares era de 2,75 personas y el de las familias de 3,37.
La población estaba distribuida en un 31,6% de habitantes menores de 18 años, un 10,3% entre 18 y 24 años, un 24,9% de 25 a 44, un 19,0% de 45 a 64, y un 14,2% de 65 años o mayores. La media de edad era 32 años. Por cada 100 mujeres había 87,3 hombres. Por cada 100 mujeres de 18 años o más, había 79,2 hombres.
Los ingresos medios por hogar en la localidad eran de 25.063 dólares ($), y los ingresos medios por familia eran 27.396 $. Los hombres tenían unos ingresos medios de 20.909 $ frente a los 17.639 $ para las mujeres. La renta per cápita para la ciudad era de 13.487 $. El 30,8% de la población y el 25,1% de las familias estaban por debajo del umbral de pobreza. El 48,0% de los menores de 18 años y el 18,8% de los habitantes de 65 años o más vivían por debajo del umbral de pobreza.

## Geografía
Según la Oficina del Censo de los Estados Unidos, la localidad tiene un área total de 1,9 km², todos ellos correspondientes a tierra firme.